# Als een leeuw in een kooi
Als een leeuw in een kooi is een Nederlandstalige single van de Belgische artiest Willy Sommers uit 1989.
De B-kant van de single was het liedje Koel als ijs.